# Frédéric Clercq
Pour les articles homonymes, voir Clercq.
Frédéric Clercq, né le 31 janvier 1970, est un pentathlonien français.
Il est médaillé d'argent par équipes aux Championnats du monde de pentathlon moderne 1993 à Darmstadt et en relais aux Championnats du monde de pentathlon moderne 1996 à Rome.
Il est sacré champion d'Europe en relais et par équipes en 1998 à Uppsala ; la même année, il est médaillé de bronze en relais et par équipes aux Championnats du monde à Mexico.
Il est champion de France en 1991, 1997 et 1998.